# Leuchtturm Lindau
Der Leuchtturm Lindau in Lindau im Bodensee ist der einzige Leuchtturm in Bayern. Er ist der südlichste Leuchtturm Deutschlands, allerdings steht im Lindauer Ortsteil Zech () nahe der Grenze zu Österreich das südlichste Leuchtfeuer Deutschlands. Er hat eine Gesamthöhe von 36 Meter, eine Plattformhöhe von 33 Metern und am Sockel einen Umfang von 24 Metern. Seine mittlere Feuerhöhe wird mit 35 m angegeben – die Höhe über dem Wasserspiegel variiert jedoch mit dem schwankenden Wasserstand des Sees. Mit 428 m ü. NHN ist die höchste Leuchtfeuerhöhe Deutschlands erreicht. Er ist einer der wenigen Leuchttürme, die eine Uhr in der Fassade besitzen.

## Geschichte
Der Leuchtturm wurde in den Jahren 1853 bis 1856 am Ende der Westmole an der Hafeneinfahrt gebaut und am 4. Oktober 1856 in Betrieb genommen. Damit wurde er zum Nachfolger des schon 1230 errichteten Mangturms; daher wird er gelegentlich auch als neuer Leuchtturm bezeichnet.

## Technik

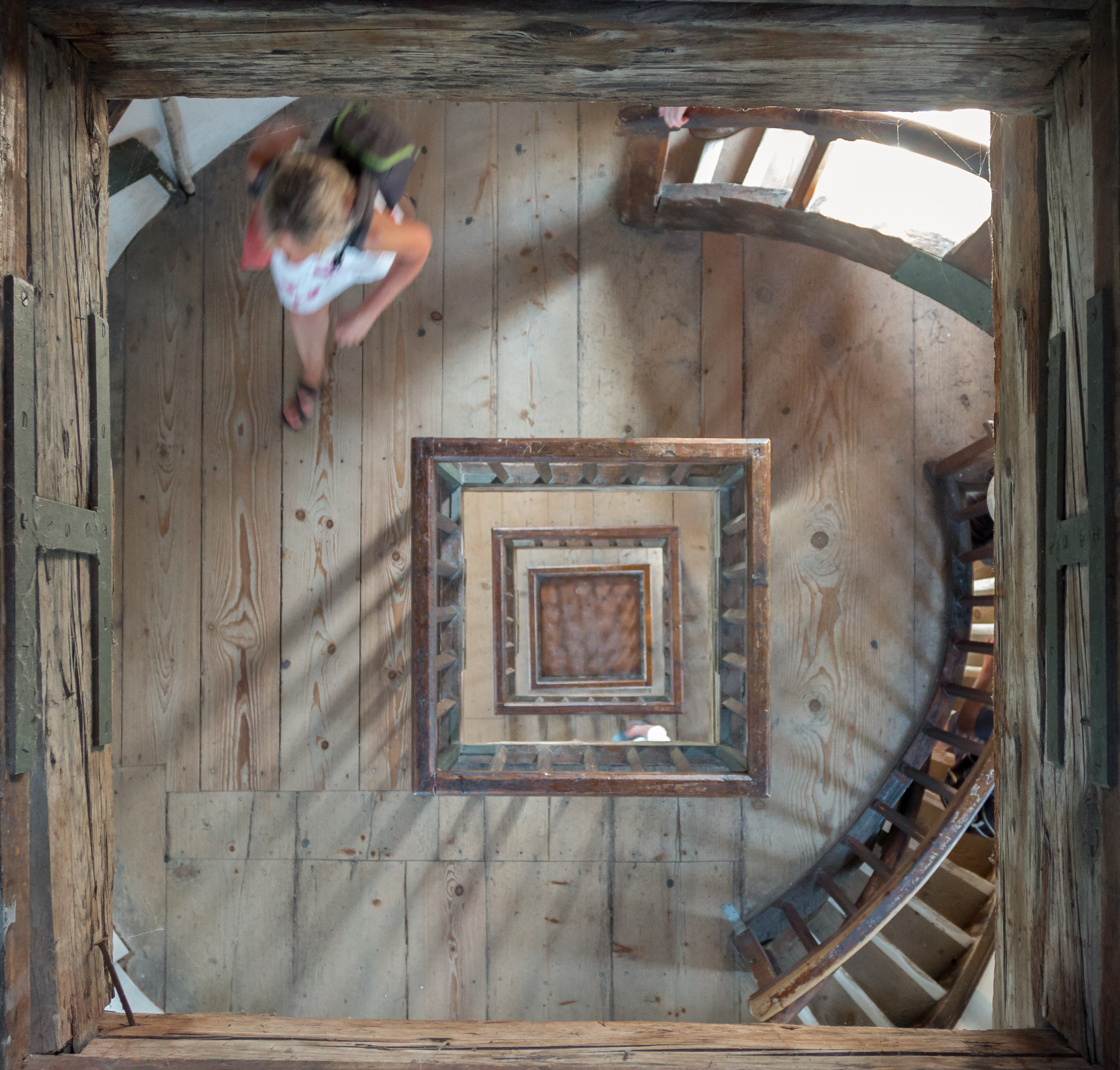
Die Innenansicht des Turms

In den ersten sechs Jahren seines Bestehens wurde das Licht durch ein Ölfeuer erzeugt. Zu dieser Zeit musste der Leuchtfeuerwärter noch eigenständig das Feuer in großen Pfannen erhalten und die Nebelglocke oder den Blasebalg für das Nebelhorn betätigen. Anschließend stieg man auf Petroleum und später auf Gas um
Seit 1936 wird der Turm elektrisch betrieben. Anfang der 1990er Jahre automatisierte man ihn vollständig. Das Feuer wird von den Schiffen im Bedarfsfall per Funk aktiviert. In der ehemaligen Turmstube wurde 1945 eine UKW-Empfangs- und Sendestation untergebracht, die Sprechfunkverkehr zwischen den Schiffen und zum Land zu ermöglichen.
Die Kennung des Leuchtturms zeigt ein Blitzfeuer, das durch zwei drehbare Parabolscheinwerfer alle drei Sekunden aufleuchtet.

## Heutige Situation

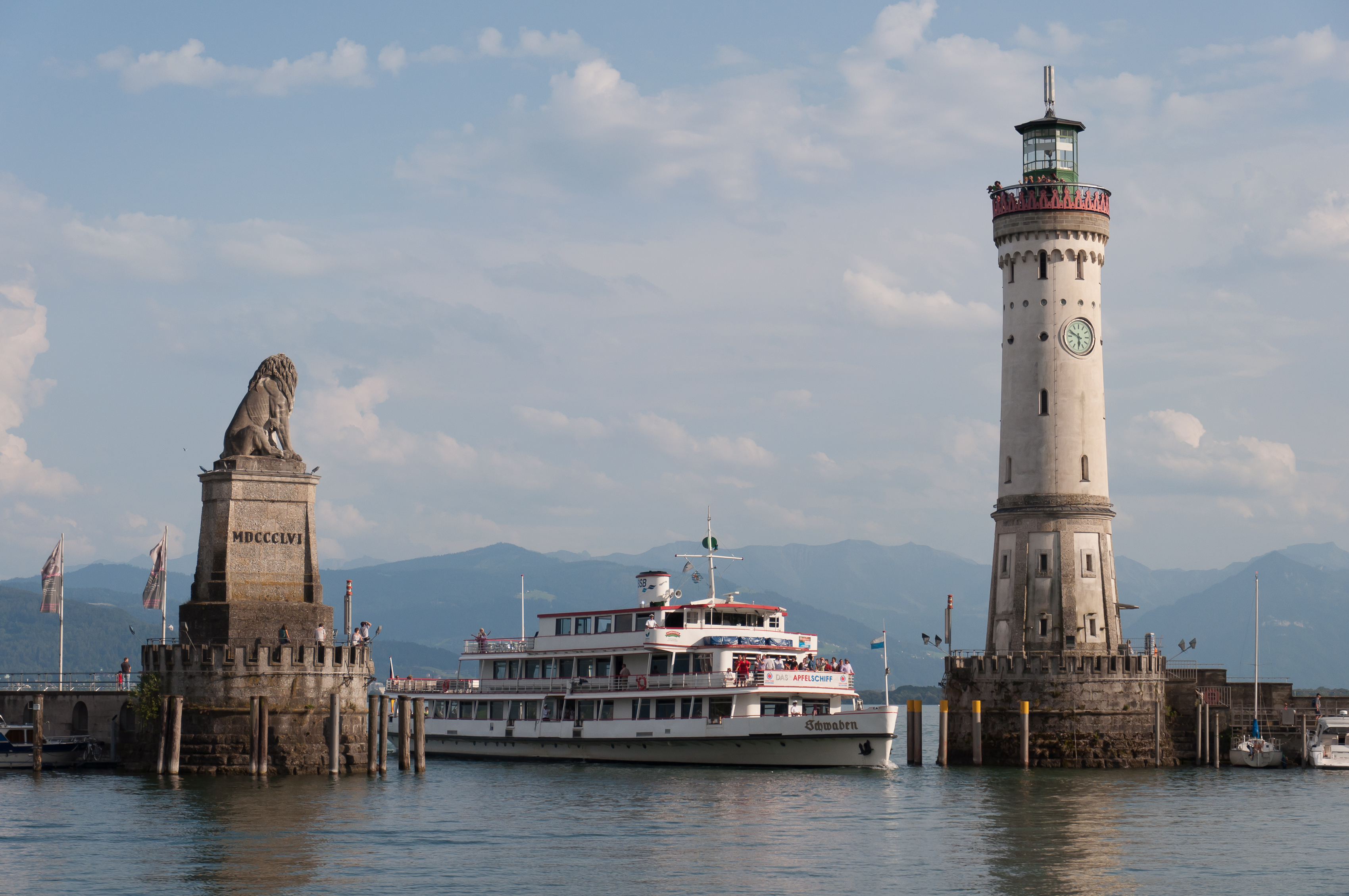
Der Leuchtturm im Ensemble mit dem Bayerischen Löwen

Viele Jahre wurde der Turm von der Deutschen Bahn, Abteilung Bodenseeschifffahrt, betrieben, dann jedoch mit der Bodensee-Schiffsbetriebe GmbH und dem Lindauer Hafengelände an die Stadtwerke Konstanz verkauft. Nach mehrjährigen Verhandlungen zwischen Konstanz und Lindau ging das Hafengebiet und damit der Turm Anfang 2010 wieder an Lindau über. Er ist für Besucher geöffnet, die dort Informationen zur Flora und Fauna der Umgebung, zum Wetter sowie zur Geschichte der Bodenseeschifffahrt finden. Er bietet außerdem eine umlaufende Aussichtsplattform, die über eine Treppe mit 139 Stufen erreicht werden kann und einen sehr guten Rundumblick bietet.
Zusammen mit dem sechs Meter hohen (über dem Sockel) Bayerischen Löwen am Ende der Ostmole ist er Wahrzeichen und eines der beliebtesten Fotomotive von Lindau.

## Philatelistische Würdigung
Mit dem Ausgabedatum 11. Juni 2015 gab die Deutsche Post AG in Erweiterung der Briefmarkenserie Leuchttürme ein Postwertzeichen im Wert von 62 Eurocent (Michel-Nummer 3157) mit dem Motiv des Leuchtturms heraus. Der Entwurf dieser Marke stammt, wie fast alle bisherigen Briefmarken der Serie, vom Grafiker Professor Johannes Graf aus Dortmund nach fotografischer Vorlage vom Wissenschaftsfotograf Reinhard Scheiblich aus Norderstedt.